# چوروم
چوروم (به ترکی استانبولی: Çorum) شهری است در کشور ترکیه که در استان چوروم واقع شده‌است. جمعیت این شهر بر اساس سرشماری سال ۲۰۰۸ میلادی ۲۰۶٬۵۷۲ نفر و بر اساس برآوردهای سال ۲۰۰۹ میلادی ۲۱۰٬۸۲۲ نفر می‌باشد.